# Bombardeio de Gorky na Segunda Guerra Mundial
O bombardeio de Gorky pela Luftwaffe alemã foi o ataque mais destrutivo à produção de guerra soviética na Frente Oriental da Segunda Guerra Mundial. Durou intermitentemente de outubro de 1941 a junho de 1943, com 43 ataques realizados.
O alvo principal era a Fábrica de Automóveis Gorky (GAZ), que fabricava tanques de infantaria leve T-60. As defesas se mostraram inadequadas, embora um modelo em tamanho real da fábrica principal e uma "falsa vila" de imagens pintadas no chão tenham causado alguma confusão aos pilotos inimigos. A fábrica inteira acabou sendo destruída, e Stalin imediatamente exigiu um inquérito. A fábrica foi reconstruída em quatro meses.
Gorky é o nome de Nizhny Novgorod em 1932-1990, uma cidade localizada no interior da Rússia europeia.

## Antecedentes
A destruição da indústria de Gorki estava na operação Barbarossa desde o início. Foi um dos maiores fabricantes e fornecedores de armas para o Exército Vermelho. A Alemanha planejou capturar e ocupar a cidade durante a segunda metade de setembro de 1941. A cidade era o principal centro de toda a região do Volga e nela se concentrava a principal indústria e o poder estatal sobre as regiões. A ocupação de Gorki significava para a Alemanha o controle completo sobre a região do Volga. Primeiro, os alemães deveriam destruir a indústria de defesa da cidade: a Fábrica de Automóveis Gorky, a Fábrica de Aviação nº 21 "Ordzhonikidze", a Fábrica Krasnoe Sormovo nº 112 e a Fábrica de Motores Diesel Dvigatel Revolyutsii. Após a ocupação da cidade, o Distrito Geral de Gorki (em alemão:  Generalbezirk Gorki) ou o Distrito Geral de Nizhny Novgorod (em alemão:  Generalbezirk Nischni Nowgorod) deveria ser criado, incluído no Reichcommissariat Moskowien. A Fábrica de construção de máquinas de Gorky (Fábrica de Máquinas de Toda a União Novoje Sormovo, Fábrica Joseph Stalin Nr. 92, Zavod imeni Stalina, ou ZiS) foi planejada para ser convertida para a produção de equipamento militar alemão.
Em 31 de outubro de 1941, Stalin ordenou que a GAZ aumentasse a produção de tanques T-60. A liderança da cidade sabia que Gorki poderia ser atacada a qualquer momento pela aviação alemã. Era necessário fortalecer a defesa aérea da cidade e as fábricas de mascaramento. Mas as medidas necessárias não foram concluídas.
Nikolay Markov, comandante do Distrito de Defesa Aérea da Brigada de Gorky, foi nomeado em outubro de 1941. Ao chegar em Gorki, ele percebeu que a defesa da cidade não era forte o suficiente. Havia apenas cerca de 50 canhões antiaéreos e muito poucos holofotes.

## Os Ataques

### Novembro de 1941

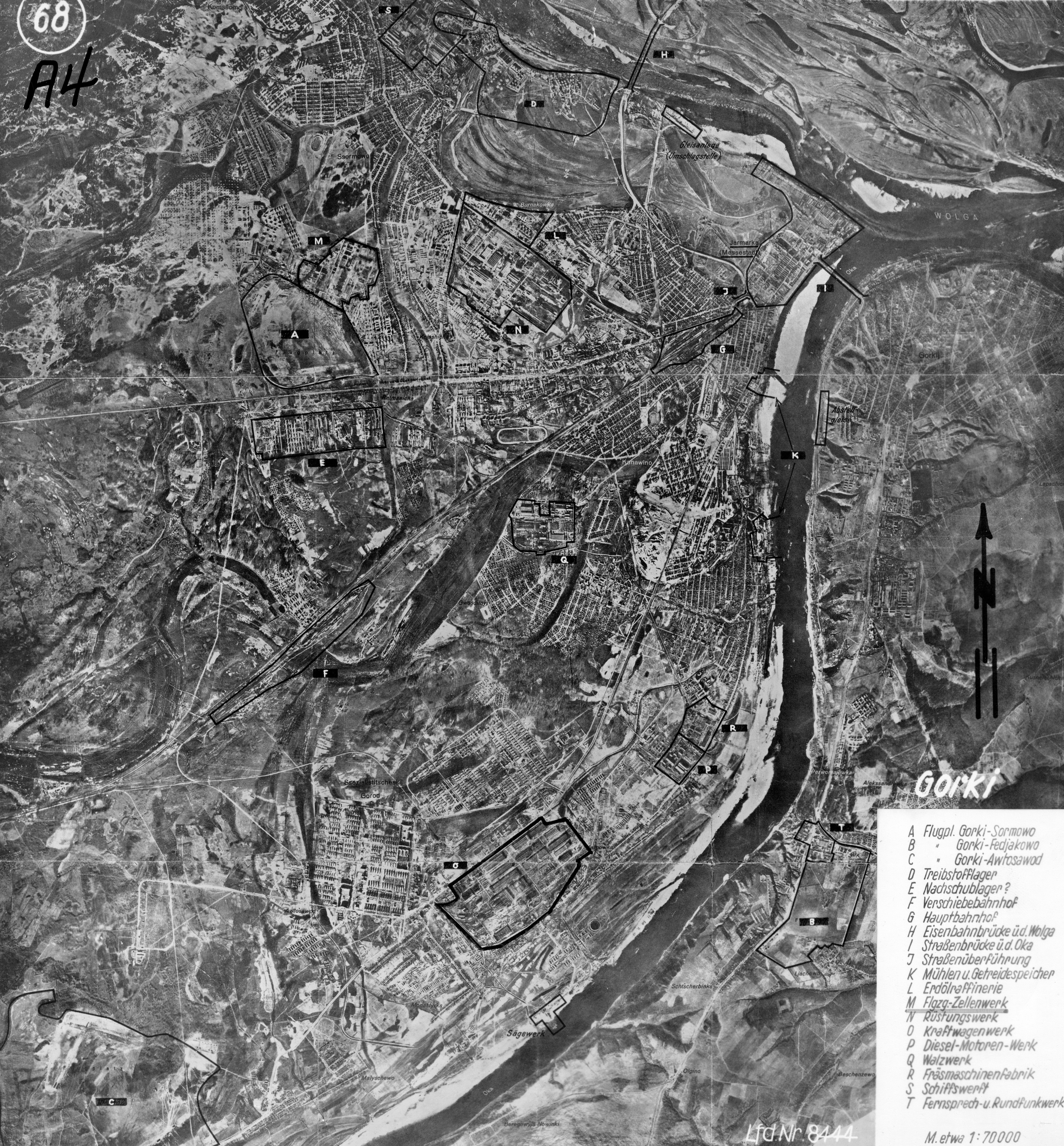
Mapa alemão de Gorky, indicando alvos para bombardeio.
A — Aeródromo de Gorky-Sormovo
B — Aeródromo de Gorky-Fedyakovo
С — Aeródromo de Gorky-Avtozavod
D — Armazém de combustível
E — Armazém de mercearia
F — Plataforma ferroviária
G — Estação Ferroviária Principal
H — A ponte ferroviária sobre o Volga
I — Ponte Oksky (Kanavinsky)
J — Viaduto
K — Moinhos e celeiros
L — Refinaria de petróleo
M — Fábrica de construção de aeronaves
N — Fábrica de defesa
O — Fábrica de automóveis
P — Fábrica de motores diesel
Q — Oficina de rolamento
R — Fábrica de máquinas-ferramenta
S — Estaleiro
T — Central de Radiotelefonia
A feira

Os voos de reconhecimento sobre Gorky começaram no outono de 1941. Aviões alemães voavam em alta altitude, freando sobre a fábrica GAZ. O primeiro avião de reconhecimento, um Junkers Ju 88, apareceu no céu da cidade na quinta-feira, 9 de outubro. No início, a Luftwaffe bombardeou os subúrbios. O golpe principal atingiu elevadores e armazéns perto de Dzerzhinsk. Isto foi seguido por dois grandes ataques a Gorki. Heinkel He 111 aeronaves do Kampfgruppe 100 estiveram envolvidas.
O primeiro ataque, na noite de 4/5 de novembro, começou às 16h30.  Segundo estimativas da defesa aérea, cerca de 150 aeronaves participaram; 11 aeronaves voaram para a cidade. Os aviões se aproximavam individualmente e em grupos de 3 a 16 em intervalos de 15 a 20 minutos. O bombardeio durou a noite toda. Além de bombas, também foram lançados panfletos. GAZ, Nitel e a fábrica Dvigatel Revolyutsii foram atingidas, e 55 pessoas morreram e 141 ficaram feridas. Segundo dados alemães, 15 aviões participaram deste ataque.  As primeiras aeronaves apareceram sobre a cidade quando o céu ainda estava claro e lançaram bombas. Depois eles metralharam as pessoas que corriam pelas ruas. Um ataque direto no prédio principal do Nitel matou o diretor e alguns outros executivos. Durante o bombardeio noturno, o impacto principal ocorreu em objetivos secundários – áreas urbanas residenciais e o campo na vila de Stakhanovsky. Foram lançadas bombas incendiárias e de alto explosivo pesando de 70 a 250kg e pesadas minas de paraquedas BM-1000 pesando 871kg.
O segundo ataque ocorreu na noite de 5/6 de novembro. Um alerta aéreo foi anunciado. Às 23h34, as linhas de energia da usina de Balakhna até a cidade foram danificadas por um ataque de bomba. Algumas regiões industriais ficaram temporariamente sem energia. Às 01h47, o ataque a Gorky começou, os principais impactos foram na GAZ, Krasnoe Sormovo, Fábrica de Aviação Nr. 21 "Ordzhonikidze" e edifícios residenciais. As baterias antiaéreas estavam em operação, então o bombardeio era menos preciso. De acordo com dados da defesa aérea, 14 aeronaves voaram para a cidade. Na área da GAZ, 5 pessoas morreram e 21 ficaram feridas.
Nos dois ataques, o escritório principal da GAZ, uma garagem, uma ferraria, um prédio de estamparia, uma fábrica técnica profissional, um arquivo, oficinas experimentais, uma oficina de reparos e mecânica, a oficina mecânica nº 2, a usina elétrica nº 2, uma oficina de rodas, uma oficina de motores nº 2, uma fundição de ferro fundido cinzento, uma oficina de prensagem e áreas residenciais do distrito foram gravemente danificadas. O prédio administrativo da Usina Diesel Dvigatel Revolyutsii foi destruído.

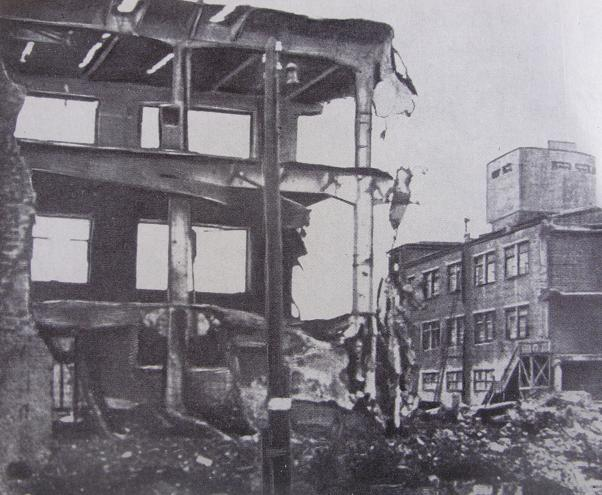
Fábrica Nitel após o bombardeio de 4/5 de novembro de 1941.

Em vários lugares houve pânico (além dos ataques, a Wehrmacht já estava perto de Moscou). Parte da população começou a abandonar as áreas urbanas. Algumas fábricas interromperam a produção, mas a produção de tanques T-60 pela GAZ ainda estava crescendo rapidamente.  A escassez de canhões antiaéreos permitiu que aeronaves alemãs mirassem e bombardeassem de baixa altitude. Um total de 127 pessoas morreram, 176 ficaram gravemente feridas e 195 ficaram feridas (os dados variam em diferentes fontes). Um grande número de mortos eram refugiados de Moscou, reassentados no distrito da cidade de Avtozavodsky. Nenhuma aeronave alemã foi abatida.
No sábado, 8 de novembro de 1941, o Distrito de Defesa Aérea da Brigada Gorky foi reforçado pelas 58ª e 281ª Divisões Separadas de Artilharia Antiaérea, pela 142ª Divisão de Aviação de Caça e pelo 45º Cinturão de Busca Antiaérea.
De quarta-feira, 12 de novembro a terça-feira, 18 de novembro de 1941, os alemães lançaram uma série de ataques com aeronaves monopostos com o objetivo principal de destruir a Ponte Kanavinsky, mas erraram.

### O bombardeio de 1942
Na noite de 3/4 de fevereiro de 1942, uma única aeronave, desligando seus motores e voando de uma grande altura, rompeu o escudo de defesa aérea e lançou três bombas na GAZ. Oficinas de rodas e motores foram danificadas. 17 trabalhadores morreram e 41 ficaram feridos. Nesta operação, pela primeira vez, foram vistos agentes alemães infiltrados em Gorky. Eles realizaram a designação de alvos, lançando sinalizadores vermelhos e brancos do solo.
Nas noites de 4/5, 7/8 e 23/24 de fevereiro, foram feitas três tentativas de ataque a Gorki. De acordo com a defesa aérea, no primeiro ataque de doze aeronaves na cidade, apenas uma conseguiu passar, lançando cinco bombas sobre a GAZ e a vila de Stakhanovsky; no segundo e terceiro ataques, nenhuma aeronave conseguiu passar. Segundo dados alemães, na noite de 5/6 de fevereiro, um único avião fez um ataque.
No total, como resultado do bombardeio de fevereiro de 1942, 20 pessoas morreram e 48 ficaram feridas. Os danos causados às instalações industriais foram insignificantes. No final de maio, foram realizados cinco voos de reconhecimento sobre a cidade. Em 30 de maio e 10 de junho, foram realizados dois bombardeios malsucedidos em Gorky, Bor e Dzerzhinsk. Segundo estimativas da defesa aérea, aproximadamente 20 aeronaves participaram. Para a defesa dos objetivos mais importantes, foram utilizados pela primeira vez balões de barragem e canhões antiaéreos de canhoneiras da Flotilha Militar do Volga. Segundo dados alemães, os ataques foram executados na noite de 30 de maio. Na noite de 30-31, de domingo, 31 de maio a segunda-feira, 1º de junho e 10 de junho (aeronave única). O bombardeio foi realizado de uma grande altura, cerca de 50 bombas caíram no setor residencial e na base de reparos nº 97, onde os tanques foram montados, o que foi feito por Lend-Lease.
Os aviões de reconhecimento Junkers Ju 88 e Dornier Do 215 sobrevoaram a cidade de 1º a 5 de junho em diferentes alturas. Em 23 de junho, o Ju 88 bombardeou de uma grande altura a Fábrica de Aviação nº 21 "Ordzhonikidze", mas as bombas caíram no Parque Sormovskiy. Na noite de quarta-feira, 24 de junho, para quinta-feira, 25, um grupo de aeronaves lançou bombas nos arredores de Gorky, nas proximidades da vila de Strigino. Outro avião lançou duas bombas de 500kg na Fábrica de Aviação nº 21, uma das quais não explodiu.
Na segunda-feira, 27 de julho, o subcomandante de esquadrão do 722º Regimento de Aviação de Caça, Pyotr Shavurin, interceptou a aeronave de reconhecimento Ju 88D em um MiG-3 e a derrubou com um abalroamento violento. Os aviões caíram nas proximidades das aldeias de Kozlovka-Sannica-Tumbotino. O golpe com a aeronave foi explicado pelo fato de que o fraco armamento do MiG-3 não permitia combater efetivamente os bombardeiros. Entretanto, naquela época, era o único modelo de caça de alta altitude no arsenal de defesa aérea. Os destroços da aeronave alemã foram coletados e expostos para visitação na Praça Soviética.
Na noite de quinta-feira, 5 de novembro, para sexta-feira, 6, um grupo de aviões alemães fez uma tentativa frustrada de bombardear a refinaria da Neftegaz. Na fábrica da GAZ, foram lançadas 9 bombas de alto explosivo e várias bombas incendiárias. Como resultado do ataque, a sala da caldeira foi seriamente danificada, quatro trabalhadores morreram, a usina não funcionou por três dias e depois não funcionou em capacidade máxima por três semanas. A maioria das bombas incendiárias caiu na Fábrica de Máquinas de Gorky, várias bombas explodiram não muito longe da Estação Ferroviária de Moskovsky. Neste ataque, a aviação alemã utilizou pela primeira vez bombas leves.

### Junho de 1943

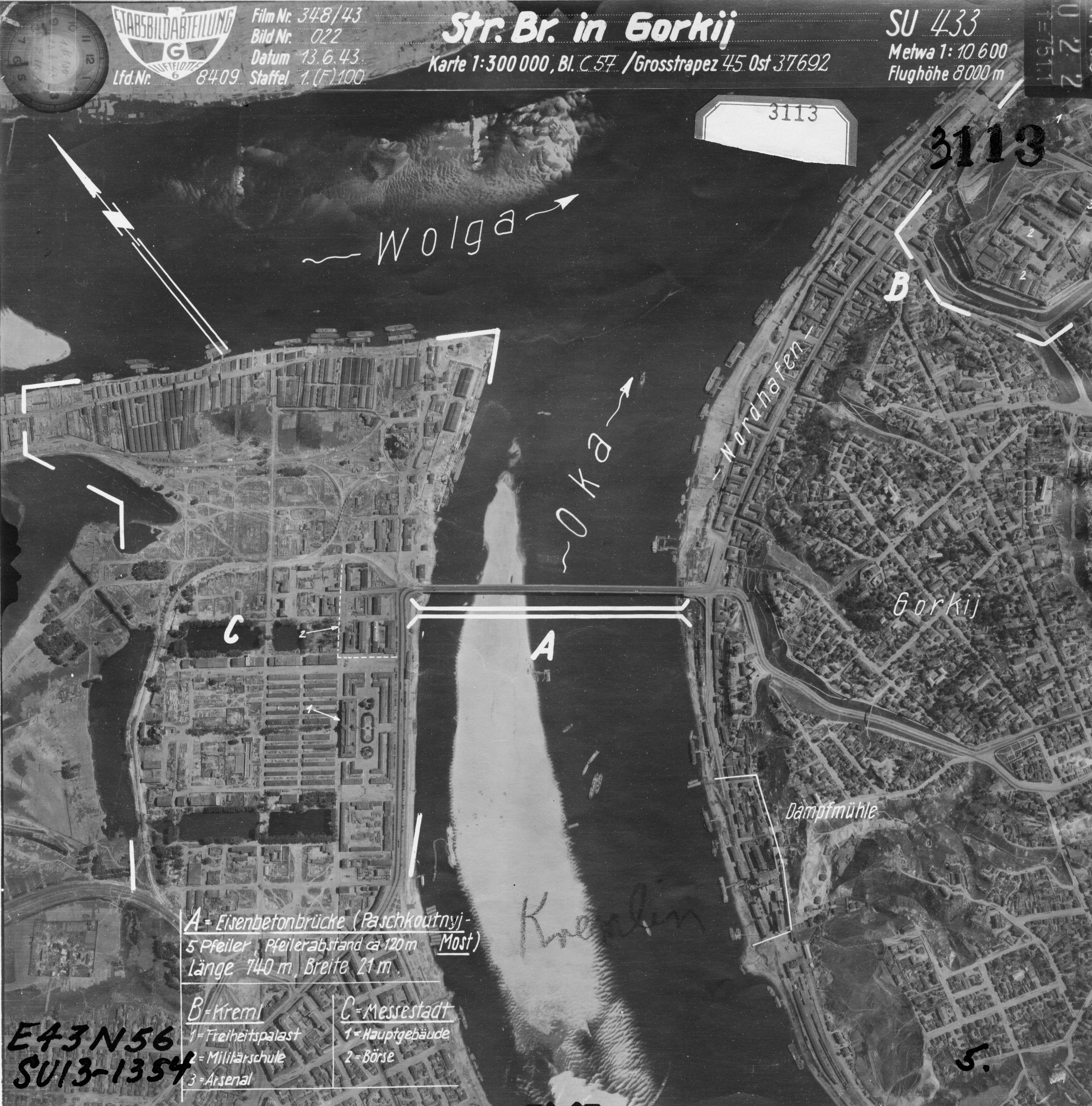
Fotografia aérea de Gorki com indicação de alvos para bombardeio. Centro estratégico "Kremlin": Tradução das legendas no mapa A — Ponte reforçada (pontão) (5 apoios, distância entre apoios ~ 120m, comprimento 740m, largura 21m);
B - O Kremlin (1 - Casa dos Sovietes, 2 - Escola militar, 3 - Arsenal);
C - A Feira (1 - Edifício Principal da Feira, 2 - Bolsa de Valores);
O moinho (Dampfmühle) é cercado por uma linha branca sólida.

Em junho de 1943, após uma calmaria prolongada, Gorki sofreu uma série de ataques noturnos massivos da aviação alemã. O objetivo principal era novamente a GAZ. Os ataques foram realizados em preparação para uma grande operação ofensiva contra Kursk (Operação Cidadela, verão-outono de 1943), durante a qual bombardeiros alemães atacaram os centros industriais da região do Volga - Gorky, Yaroslavl e Saratov. Foi um dos maiores ataques da Luftwaffe à retaguarda da União Soviética durante toda a guerra. 

#### Aviação Alemã
Bombardeiros bimotores dos esquadrões KG 27 e KG 55 participaram dos ataques, que partiram dos campos de aviação perto de Orel e Bryansk e, contornando a zona de defesa aérea de Moscou, voaram até Gorky vindo de Dzerzhinsk, Bogorodsk e Arzamas. Para aproveitar o período mais escuro do dia, os bombardeios foram realizados das 00h às 2h. No início, o alvo era designado como mísseis leves e a defesa aérea era bloqueada, depois bombardeada de diferentes alturas e direções. As táticas mudavam a cada vez. Bombas de alto explosivo, de fragmentação e incendiárias de vários calibres (até 2000kg) e líquidos incendiários foram lançados na cidade. Os resultados de cada ataque registados por aeronaves de reconhecimento que sobrevoavam a cidade a uma altitude de 7km, às 17h do dia seguinte.

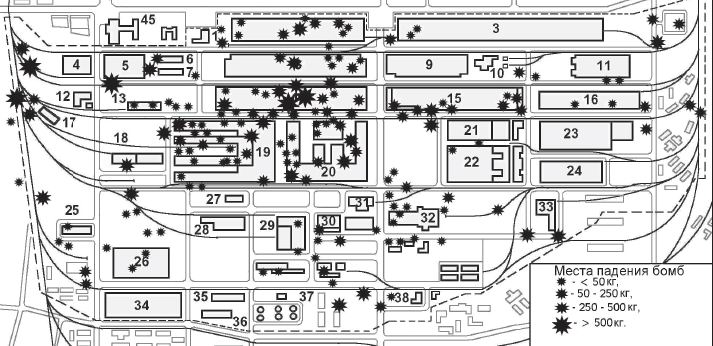
O bombardeio das oficinas da Fábrica de Automóveis durante um ataque aéreo na noite de 4 de junho para segunda-feira, 5 de junho de 1943.

No primeiro ataque, na noite de 4 para 5 de junho, para encobrir a preparação do ataque da Luftwaffe, foi lançado um ataque a Moscou. De acordo com dados da defesa aérea, aproximadamente 45 He 111, Ju 88 e Focke-Wulf Fw 200 participaram. Os aviões voavam nas direções Vladimir-Kovrov-Gorky e Kulebaki-Arzamas-Gorky. O bombardeio começou à 00h45, cerca de 20 aviões chegaram à cidade. Um total de 289 bombas foram lançadas, 260 das quais foram lançadas na GAZ, o transportador principal, uma oficina de molas e uma ferraria nº 3 foram colocadas fora de operação. Várias casas e um hospital foram destruídos. No distrito da cidade de Avtozavodsky e na fábrica, 70 pessoas morreram e 210 ficaram feridas. Tentativas de chegar à parte norte da cidade nas fábricas Krasnoe Sormovo, Fábrica de Aviação nº 21 "Ordzhonikidze", e fábrica de construção de máquinas Gorky falharam.  Cinco aeronaves alemãs foram perdidas. Segundo dados alemães, 168 aeronaves He 111 e Ju 88 participaram do ataque, das quais 149 aeronaves atacaram Gorky.
No segundo ataque, na noite de 5 de junho para terça-feira, 6, de acordo com estimativas da defesa aérea, 80 aeronaves He 111 participaram. O bombardeio durou das 00h31 às 02h08. O ataque foi realizado por 6 grupos de diferentes altitudes e direções. Principalmente, os lados oeste e norte da GAZ foram atacados. A principal linha de transmissão de energia foi desativada e a rede de abastecimento de água foi seriamente danificada. Foram completamente queimadas a oficina de montagem, um departamento de indústrias adjacentes, um armazém de borracha, uma frota de guinchos, um depósito de locomotivas, uma oficina de chassis e uma oficina dietética. Por fim, a oficina principal foi incendiada. Cerca de 100 bombas foram lançadas na usina. O distrito residencial e o hospital de tuberculose sofreram. Na aldeia de Monastyrka, 60 a 80 casas foram queimadas e destruídas. Segundo dados alemães, 128 aviões estiveram envolvidos no ataque e 2 foram perdidos. Ao mesmo tempo, algumas aeronaves não participaram do bombardeio de Gorky, mas bombardearam Stalinogorsk.
O terceiro ataque, de 6 a quarta-feira, 7 de junho, foi o mais poderoso, de acordo com a defesa aérea. Envolveu 157 aeronaves He 111 e Ju 88 (de acordo com dados alemães, havia 154 aeronaves, algumas das quais bombardearam Stalinogorsk). O golpe principal caiu sobre as partes central e sudoeste da cidade (GAZ, Sotsgorod e Myza). A oficina de rodas da GAZ foi completamente destruída pelo fogo. Além disso, o corpo de estampagem de ferramentas, o corpo de prensas e as oficinas mecânicas, e o depósito de força motriz foram danificados. Um total de 170 bombas foram lançadas na usina, 38 pessoas morreram e 83 ficaram feridas. Os microdistritos de Sotsgorod, Americansky posyolok e Monastyrka foram severamente danificados. Também foram danificados a central telefônica, o comitê executivo distrital, a policlínica, o clube central, a subestação elétrica, a delegacia de polícia e a garagem do comitê distrital do PCUS (b). Várias casas na avenida Molotov (hoje avenida de Outubro) foram destruídas. No distrito de Avtozavodsky, 73 pessoas morreram e 149 ficaram feridas. A artilharia abateu 4 aeronaves e os caças abateram 2 aeronaves. Em 7 de junho, na Alemanha, foi anunciado no rádio a destruição de uma fábrica de automóveis em Gorky.
No quarto ataque, de 7 a quinta-feira, 8 de junho, participaram 50 a 60 aeronaves. Nove bombas de alto explosivo e 7 incendiárias foram lançadas, e a fundição de ferro fundido e a área residencial sofreram, de acordo com dados da defesa aérea. Seis aviões foram abatidos. Segundo dados alemães, 39 toneladas de bombas foram lançadas sobre a cidade. De acordo com os resultados de 4 ataques na usina, 993 bombas aéreas foram lançadas. De acordo com o serviço médico, 698 pessoas foram atingidas: 233 pessoas morreram, 24 pessoas morreram em decorrência de ferimentos em hospitais e 465 ficaram feridas.
No quinto ataque, no sábado, 10 de junho, e domingo, 11, participaram de 50 a 110 aeronaves, segundo diferentes dados. O fogo de armas antiaéreas pesadas atingiu as aeronaves na aproximação da cidade, de modo que as bombas foram lançadas de altitudes de 4.000 a 5.500 metros e assumiram um caráter mais caótico. A GAZ, usina termoelétrica, tomada de água, porto, bairros residenciais nos distritos de Leninsky e Voroshilovsky, bem como vilas: Lyakhovo, Monastyrka, Shcherbinka e o campo de aviação de Myza foram atacados.
O sexto ataque ocorreu na terça-feira, 13–quarta-feira, 14 de junho. 50-80 aeronaves. A parte oriental da GAZ foi atacada. Segundo dados alemães, os aviões voavam em pequenos grupos ao longo da rota Ryazan - Murom - Pavlovo - Gorky. Como resultado do bombardeio, a estação de captação de água do distrito de Leninsky City foi danificada, 16 bombas de alto explosivo e 20 bombas incendiárias pesadas foram lançadas na fábrica Dvigatel Revolyutsii, vários edifícios e parte do telhado da oficina principal da fábrica de máquinas-ferramentas foram destruídos. O estaleiro também foi atacado. O Kommodore do KG 27, Oberstleutnant Hans-Henning Freiherr von Beust, supervisionou pessoalmente as ações dos pilotos alemães. Seu avião sobrevoou a cidade em alta altitude. A Gorky Machine-Building, a Fábrica de Aviação nº 21 "Ordzhonikidze" e as fábricas de Krasnoye Sormovo, bem como as pontes sobre o Oka e o Volga, não foram afetadas.
O sétimo ataque, na quarta-feira, 21 e quinta-feira, 22 de junho, foi o último. Como este era o segundo aniversário do ataque da Alemanha à União Soviética, ambos os lados estavam se preparando para a luta. Segundo a defesa aérea, 75 aeronaves participaram do ataque e 40 aviões chegaram à cidade. No território da GAZ foram lançados 31 sinalizadores leves, 15 explosivos, 80 combinados e cerca de 300 pequenas bombas incendiárias. A fundição, o edifício do radiador de reforço e a fábrica Novaya Sosna foram danificados. No bairro residencial ocorreram quatro incêndios. Segundo dados alemães, toda a Cidade Baixa, a fábrica de máquinas de Vorobyov, a fábrica de concentrados de alimentos e bairros residenciais foram atacados. Várias linhas de energia foram danificadas. Tentativas de destruir as pontes Oksky (hoje Kanavinsky) e Borsky falharam. O Geschwaderkommodore Hans-Henning Freiherr von Beust participou novamente do ataque. Durante o bombardeio, 88 pessoas morreram e 180 ficaram feridas.
De acordo com os resultados da operação, os bombardeiros alemães realizaram 43 ataques, 26 dos quais foram noturnos,  um total de 645 surtidas foram realizadas por aeronaves alemãs, 1631 bombas de alto explosivo e 3390 bombas incendiárias foram lançadas sobre a cidade; 254 civis e 28 soldados da defesa aérea morreram, mais de 500 civis e 27 soldados ficaram feridos. Na usina, 52 prédios foram destruídos e um grande número de equipamentos foi colocado fora de operação. Fortes incêndios surgiram por causa do clima quente. Além disso, a propagação de incêndios contribuiu para que os materiais de madeira mascarassem a GAZ. Uma parte significativa da fábrica foi destruída ou queimada. Embora ela continuasse a trabalhar, a produção basicamente parou e todas as forças dos trabalhadores foram lançadas em sua recuperação. A Luftwaffe não conseguiu desenvolver ainda mais seu sucesso após a destruição da GAZ. Em ataques subsequentes, foram atacados objetivos industriais secundários e áreas residenciais, que eram menos protegidas. As empresas industriais na parte norte da cidade quase não sofreram com os bombardeios.

#### Consequências dos bombardeios
O bombardeio do maior centro industrial do país causou uma reação imediata do poder supremo da União Soviética. Em 5 de junho, Stalin criou pessoalmente uma resolução do Comitê de Defesa do Estado nº 3524 "Sobre a Defesa Aérea de Gorki". Para investigar as razões do fracasso no cumprimento das tarefas, foi nomeada uma comissão composta pelo chefe do NKVD, Lavrentiy Beria, o chefe do NKGB, Vsevolod Merkulov, o secretário do Comitê Central do PCUS (b), Alexander Shcherbakov, o presidente do Soviete de Moscou, Vasily Pronin e o comandante da defesa aérea do país, Mikhail Gromadin.
Após a investigação da comissão, o comandante da defesa aérea da região, Major-General Alexei Alexandrovich Osipov, foi rebaixado e o diretor da GAZ, Alexander Lifshits, foi removido de seu posto. Em 8 de junho, 100 canhões antiaéreos de pequeno e médio calibre, 250 metralhadoras de grande calibre, 100 holofotes e 75 balões de barragem foram alocados para a intensificação da defesa aérea da região industrial de Gorky. A restauração da GAZ começou quase imediatamente, por iniciativa do projetista-chefe Andrei Lipgart. Imediatamente após o primeiro ataque, o arquivo de projeto da usina foi evacuado, a gasolina foi removida do território e o desmantelamento dos escudos de camuflagem que causavam incêndios começou. Semyon Ginzburg, Comissário do Povo para a Construção, chegou a Gorky para lidar prontamente com a reconstrução.

## Defesa Aérea da Cidade

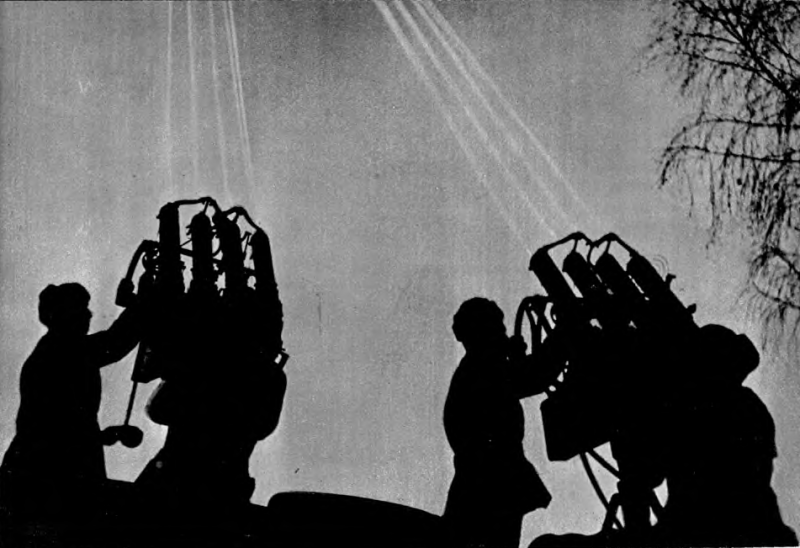
A defesa de Gorki.

Em outubro de 1941, o Coronel Sidor Slyusarev chegou ao campo de aviação de Seimas para receber três novos regimentos equipados com caças LaGG-3. Aqui ele permaneceu por um tempo, tentando acalmar a situação turbulenta na cidade. 
Após os ataques de novembro a Gorki, o coronel recebeu uma ordem de Stalin para partir imediatamente para a cidade para defender o distrito de Gorki, como disse o comandante-em-chefe. Slyusarev partiu na mesma noite, apesar da neve e do gelo. Mais tarde ele contou:
| “ | Houve um problema, como chego a Gorky. A noite está escura, a estrada está vazia e não há pessoas. Decidi caminhar até a cidade, e a distância do Seima até Gorky é de cerca de 50 km. Uma hora depois, na direção de Gorky, um carro ZIS-101 apareceu. Eu fui ao outro lado da rua e levantei minha mão, mas o motorista andou para a minha direita e continuou a sair em velocidade aumentada em direção à cidade. Eu peguei o revólver e abri fogo. Os passageiros deste carro, provavelmente, ficaram assustados e pararam. Eram alguns líderes de Moscou. Depois de uma conversa áspera com eles, entrei no carro e ao amanhecer dirigi até Kanavino, onde naquela época ficava o Comitê Executivo da Cidade. | ” |

Primeiro, o Coronel Slyusarev ordenou a criação de patrulhas diurnas e noturnas em Gorki. Imediatamente após essa decisão, ele retornou ao Seimas, onde oito regimentos aéreos estavam estacionados. Ele ordenou que eles fossem dispersos pelos campos de aviação da área da divisão.
Em dezembro, o comitê organizador decidiu criar vários grandes abrigos antibombas na Cidade Alta. Até 15 de fevereiro de 1942, estava prevista a construção de 5 instalações:
1. O Kremlin - Descida de Ivanovsky sob o jardim Minin,
2. O dique Zhdanov (agora o dique Verkhnevolzhskaya) - Em frente ao Instituto Industrial Gorky,
3. Descida de Pochtovy na rua Mayakovsky,
4. Estação Ferroviária Kazansky,
5. A ravina no final da Rua Vorobyov (hoje Malaya Pokrovskaya).

Elas foram construídas por 2.300 pessoas. Além disso, cidadãos por toda a cidade estavam cavando trincheiras e erguendo fortificações defensivas, por causa da ofensiva alemã perto de Moscou. Entretanto, mais tarde eles não foram mais necessários, pois em 5 de dezembro de 1941, o Exército Vermelho lançou uma ofensiva.

### Ações de Defesa Aérea
A defesa aérea da cidade contava com 433 canhões de médio calibre e 82 canhões de pequeno calibre, 13 postos de radar de canhões SUN-2, dois radares Pegmatit (RUS-2s), 231 holofotes antiaéreos, 107 balões de barragem e 47 aeronaves de caça baseadas nos aeródromos de Strigino, Pravdinsk e Dzerzhinsk. Apesar do considerável número e equipamento das forças de defesa aérea, não foi possível impedir o bombardeio direcionado. A ausência prolongada de bombardeios e a ofensiva bem-sucedida do Exército Vermelho contribuíram para o enfraquecimento da vigilância, houve muitas deficiências na organização da defesa. O distrito da cidade de Avtozavodsky defendeu o 784º regimento de artilharia antiaérea, que consistia principalmente de meninas que haviam se juntado recentemente ao exército.
Um dos radares Pegmatit tinha uma grande "zona morta" no setor por causa da margem alta do Rio Oka. Os destacamentos de postos de tiro também não estavam preparados e a artilharia antiaérea disparou sem designação precisa do alvo; a interação com holofotes não foi planejada. Os postos de comando da defesa aérea nos porões dos edifícios ficaram inoperantes quando foram destruídos, e as comunicações telefônicas por fio foram frequentemente interrompidas por explosões de bombas. Os caças não tinham experiência em combates noturnos e tentavam abater os bombardeiros com munição completa. A maioria das forças de defesa aérea também defendia a área industrial do norte da cidade, onde estavam localizadas a Fábrica de Aviação nº 21 "Ordzhonikidze", as fábricas de construção de máquinas Krasnoe Sormovo e Gorky, que eram de grande importância estratégica.

### Mascarando Gorky
Além da defesa antiaérea da cidade, o governo da União Soviética decidiu construir uma série de "objetivos falsos" em Gorky. O arquivo de Nizhny Novgorod manteve a resolução do Comitê de Defesa da Cidade de Gorky "Sobre a Construção de Objetivos Falsos de Empresas Industriais de Gorky" de 1º de agosto de 1942.
| “                                                     | Para desviar aeronaves inimigas das instalações de defesa, o Comitê de Defesa decide: 1. Criar nas proximidades de Gorky uma série de objetivos falsos imitando as verdadeiras instalações de defesa da cidade. Fornecido pelo Distrito do Corpo de Defesa Aérea de Gorky e pelo quartel-general do Distrito Militar Principal de Gorky, o deslocamento de objetivos falsos deve ser aprovado. Propor aos diretores das fábricas: Nº 21 "...", nº 92 "...", nº 112 "...", fábrica de Molotov "...", fábrica de Lenin "..." e fábrica de vidro de Maxim Gorky "..." desenvolver imediatamente projetos de objetivos falsos, coordená-los com o quartel-general do Ministério da Defesa da cidade e executar a construção até 15 de agosto deste ano. 2. Os diretores dessas empresas deverão fornecer instalações com comunicação e comandos especiais para a proteção e execução de instruções de comando especial em ataques aéreos. 3. O procedimento para comissionamento imediato de objetivos falsos deve ser desenvolvido pelo comandante do Distrito do Corpo de Defesa Aérea de Gorky em conjunto com o Chefe do Ministério da Defesa da Cidade de Gorky. | ” |
| — Presidente do Comitê de Defesa de Gorky M. Rodionov | |   |

Como resultado dessa decisão, um enorme modelo da fábrica GAZ foi construído na vila de Mordvintsevo, perto de Fedyakovo. Foi construído de vidro e madeira compensada. À noite, a luz estava acesa em seu território, mas foi desligada com atraso após o anúncio de um ataque aéreo. Os bombardeiros alemães começaram a ficar confusos e bombardearam o modelo falso em vez da própria fábrica.
Outro importante objeto estratégico para disfarce foi a fábrica Dvigatel Revolyutsii. Naquela época, ele já estava bastante danificado, mas continuou operando. Para camuflar a instalação, foi aplicada a tecnologia "Moscou" de colorir ruas. Imagens representando casas e prédios urbanos foram pintadas na rua e na fábrica. Assim, a aldeia Molitovka foi "estendida" ao território da fábrica. A fábrica Dvigatel Revolyutsii desapareceu visualmente para os pilotos. De uma grande altitude, tudo o que se podia ver era a aldeia falsa.
Na ponte do Oka, uma técnica de mascaramento diferente foi usada. Para isso, foram lançados à água barcos que ficavam o tempo todo ao lado da ponte. Ao anunciar o alarme aéreo, era lançada uma cortina de fumaça densa especial. Assim, os pilotos alemães não puderam atacar a ponte devido à pouca visibilidade.

## Reconstrução

### Reconstrução da GAZ
Os trabalhos de reconstrução começaram durante o bombardeio. Brigadas de construção e montagem de Moscou, dos Urais, da Sibéria e da Ásia Central estavam envolvidas. O número total de funcionários chegou a 35 mil. Para fins de propaganda, em 7 de junho, o jornal Pravda, que estava fora do escritório, começou a trabalhar na fábrica. Primeiramente, foi iniciada uma oficina sobre rodas e o trabalho principal de reconstrução foi concluído em 4 meses. A data oficial da reconstrução da usina foi 28 de outubro de 1943. Neste dia, 27 mil construtores teriam assinado um relatório que foi enviado a Joseph Stalin .